# Henrik Johan de Leth (vicelandsdommer)
 Der er flere personer med dette navn, se Henrik Johan de Leth.
Henrik Johan de Leth (født 4. juli 1761 på Nørre Vosborg, død 11. oktober 1845 i Viborg) var en dansk godsejer og landsdommer.
Han var søn af Christen Linde de Leth, blev 1782 student fra Viborg Latinskole og 1789 cand.jur. Leth blev 1790 vicelandsdommer ved Nørrejyllands Landsting med successionsret, 1805 justitssekretær ved Landsoverretten for Nørrejylland og samme år justitsråd. 29. august 1837 blev han Ridder af Dannebrog og 1840 etatsråd. Han var 1810-37 tiendekommissær i Sønderlyng, Nørlyng, Middelsom, Houlbjerg og Hids Herreder. 1797-1830 var han ejer af Eskær. Med ham uddøde slægten Leth (af Vosborg).
Han blev gift 9. april 1791 i Gjesing Kirke med Ingeborg Andrieite Ring (7. november 1792 i Hvidbjerg (Vesten Å) - 5. december 1851 i Viborg), datter af major Jørgen Martinus Ring og Anne Margrethe Sommer.